# Jaroslav Malý
Jaroslav Malý (* 8. prosince 1946 Hradec Králové) je český politik, lékař a vysokoškolský pedagog, v letech 2014 až 2020 senátor za obvod č. 45 – Hradec Králové, nestraník za ČSSD.

## Život
Absolvoval Střední všeobecně vzdělávací školu v Hradci Králové (maturoval v roce 1965). Následně vystudoval Lékařskou fakultu Univerzity Karlovy v Hradci Králové (promoval v roce 1971 a získal tak titul MUDr.). V roce 1989 byl jmenován docentem vnitřního lékařství a od června 1996 je profesorem vnitřního lékařství.
V letech 1971 až 1973 získal praxi v Okresní nemocnici v Novém Bydžově. Od roku 1973 až do roku 2012 působil na II. Interní klinice LF a FN Hradec Králové (od roku 2001 ji také vedl). V 70. letech 20. století byl členem týmu, který poprvé v Československu transplantoval dárcovskou kostní dřeň. Od roku 2012 pracuje na IV. Interní hematologické klinice LF a FN Hradec Králové.
Dále v letech 1997 až 2001 vedl Oddělení klinické hematologie FN Hradec Králové a v letech 1998 až 2002 Onkologické centrum FN Hradec Králové. V neposlední řadě v letech 2001 až 2012 zastával pozici vedoucího Katedry interních oborů FN Hradec Králové.
V roce 2012 se stal lékařským náměstkem Fakultní nemocnice Hradec Králové a také proděkanem Lékařské fakulty Univerzity Karlovy v Hradci Králové.
Získal řadu vyznamenání a cen, např. Cenu české hematologické společnosti České lékařské společnosti JEP 1981, 1986 a 1996) či Bronzovou (2006), Stříbrnou (2010) a Zlatou (2012) medaili Lékařské fakulty UK Hradec Králové.
Jaroslav Malý je vdovec a má dvě děti. Žije v Hradci Králové.

## Politické působení
Ve volbách do Senátu PČR v roce 2014 kandidoval jako nestraník za ČSSD v obvodu č. 45 – Hradec Králové. Se ziskem 21,95 % hlasů vyhrál první kolo a postoupil tak do kola druhého. V něm poměrem hlasů 60,12 % : 39,87 % porazil občanského demokrata Oldřicha Vlasáka a stal se senátorem.
V komunálních volbách v roce 2018 kandidoval jako nestraník za ČSSD do Zastupitelstva města Hradec Králové, ale neuspěl.
Ve volbách do Senátu PČR v roce 2020 obhajoval mandát senátora jako nezávislý v obvodu č. 45 – Hradec Králové. Se ziskem 9,86 % hlasů skončil na 5. místě a do druhého kola nepostoupil. Mandát senátora tak neobhájil.

## Ocenění
- Medaile Za zásluhy 1. stupeň (2022)